# Pozitivismus
Pozitivismus je filozofický směr založený v třicátých letech 19. století francouzským filozofem Augustem Comtem, který klade důraz na ověřitelná fakta. V dějinách pozitivismu se vydělují tři hlavní etapy:
1. první, počáteční (Comte, Émile Littré, Ernest Renan, E. de Roberty ve Francii; John Stuart Mill, Herbert Spencer, Karl Pearson v Anglii; Giuseppe Ferrari, Carlo Cattaneo, Roberto Ardigò v Itálii aj.;
2. druhá (machismus nebo empiriokriticismus);
3. třetí (novopositivismus).

Název pochází od slova positivus, které v klasické latině znamená „stanovený, daný“ (význam „kladný“ je až pozdější). Chce se vyhnout spekulaci a vycházet jen z „daného“, tj. z jednotlivých ověřitelných faktů. Je kriticky zaměřen proti metafyzice, ontologii a všem spekulativně orientovaným filosofiím. Pojem „pozitivní filosofie“, neboli zkráceně pozitivismus byl poprvé použit v roce 1824 Augustem Comtem.
Pozitivistické paradigma je jedno z paradigmat, která určují základ teorií a hypotéz pro sociologii a další společenské vědy, které pracují s více různými paradigmaty.

## Kořeny a předchůdci
Pozitivismus mohl navázat na starověkou skeptickou tradici, na kritickou filosofii Davida Huma, na francouzské osvícenství i na britský utilitarismus (Jeremy Bentham). Druhou důležitou složkou byla evoluční filosofie dějin, jak ji v navázání na eschatologické proudy v křesťanství a gnózi vypracoval Georg Wilhelm Friedrich Hegel. Optimistická verze eschatologie byla založena na víře v neomezené možnosti lidského pokroku a racionálního řízení lidských i společenských záležitostí.

## Pozitivismus A. Comta
Název pozitivismus vychází z „pozitivní filosofie“ Augusta Comta (1798–1857) a z jeho filosofie dějin. Podle Comta prochází lidstvo ve svých dějinách zákonitě třemi stádii, totiž teologickou, metafyzickou a pozitivní epochou (tzv. zákon tří stádií). V první do roku 1300 se lidstvo řídilo náboženstvím (a to nejdříve animistickým, poté polyteistickým a pak monoteistickým), ve druhé mezi lety 1300 a 1800 filosofickou spekulací, kdežto ve třetí od roku 1800 se bude řídit jen racionální a pozitivní vědou. Vědecké řízení lidských společností musí převzít Comtem založená nová věda, kterou nazval sociologií a pokládal za královnu všech věd. Podle Comtova pozitivismu by se měly zkoumat pouze skutečnosti, které je možné si reálně ověřit, a nepotvrzené spekulace by měly být zamítnuty. Své myšlenky poprvé zveřejnil ve svých spisech Kurz pozitivní filozofie vydaných mezi lety 1830 a 1842, ve kterých se termín „sociologie“ objevuje poprvé.
Vědecká organizace společnosti pro největší možný prospěch lidstva musí ovšem umět nahradit i další funkce, které dříve plnilo náboženství – zejména zajišťovat soudržnost a solidaritu společnosti. Comte se proto snažil ustavit i „pozitivistické náboženství“ se vším, co k němu patří. Navrhl nový kalendář o 13 stejných měsících, kde byly jednotlivé dny zasvěceny velikánům, kteří se o pokrok lidstva nejvíce zasloužili (byl mezi nimi například Mojžíš, Archimédés nebo Fridrich II. Veliký), zakládal pozitivistické kongregace s nedělními obřady a dokonce vypracoval „Pozitivistický katechismus“. Comte viděl i význam mariánské úcty v katolicismu a pro svůj projekt chtěl získat především ženy; stal se tak jedním z prvních myslitelů, kteří se věnovali otázkám ženství a pozdějšího genderu.
Comte sám byl ovšem pod vlivem francouzského katolicismu a katolickou církev s její systematicky propracovanou organizací, zákonodárstvím i liturgií sice odmítal jako zpátečnickou, ale zároveň velmi obdivoval a napodoboval. Proto se tato „náboženská“ stránka jeho pozitivismu v Evropě neprosadila, zapustila však kořeny v Brazílii: na brazilské vlajce je dodnes pozitivistické heslo „Řád a pokrok“ (Ordem e progresso) a pozitivistická sdružení tam hrají značnou roli. Jádrem jejich poselství je láska a uznání vůči „všemu pozitivnímu“, zejména vůči životu, vůči předkům, společenským institucím, vlasti a lidstvu.

## Comtův vliv v Evropě
Zato druhá stránka Comtova poselství, totiž víra v neomezené možnosti pokroku, řízeného racionalitou a vědou, měla i v Evropě nesmírný vliv. Comtovy myšlenky silně ovlivnily například Karla Marxe, ale také liberální myslitele, jako byl Herbert Spencer a později i T. G. Masaryk. Masaryk viděl v pozitivismu a jeho zdůrazňování lidské společnosti a solidarity účinnou protiváhu k individualismu, který mu vadil na liberalismu 19. století. Také americký pragmatismus se svým důrazem na užitečnost a prospěch jako jediné kritérium lidského jednání byl Comtovu záměru blízký.
Pozitivistické vidění společnosti a dějin přitahovalo zprvu hlavně společenské vědce. Historici jako Hippolyte Taine nebo evolucionisté v jiných vědách zde viděli možnost, rozvrhovat dějinné události do velkých souvislostí, vytvářet vývojová schémata a podobně. Masarykův koncept smyslu českých dějin také patří do této souvislosti. Na druhé straně však stáli historikové a právníci, kteří v pozitivismu viděli především teorii poznání (epistemologii), jež se omezuje na daná fakta a vyhýbá se každé spekulaci o tom, co přímo ověřitelné není. To platilo pro přírodovědce jako Heinrich Helmholtz nebo Heinrich Hertz stejně jako pro historiky, kteří se chtěli omezit na archivně daná fakta, nebo pro „pozitivní“ právníky, kteří právo chápou jen jako soubor daných norem („čistá právní nauka“ Hanse Kelsena (1881–1973)) .
Koncem 19. století se tento pozitivismus jako teorie poznání prosadil v přírodních vědách. Významný německý fyzik a filosof Ernst Mach (který dlouho přednášel v Praze) formuloval pozitivistické zásady takto:
1. Zdrojem všeho lidského poznání je to, co je dáno (das Gegebene).
2. Daná je jen množina smyslových vjemů.
3. Všechno, co navíc ke smyslovým vjemům tvoří „svět“, není dané.
4. Rozlišení mezi mnou a světem není udržitelné.
5. Není žádné metafyzické poznání mimosmyslové skutečnosti.

Výpovědi o tom, co není dané, nemají smysl, a do vědy nepatří. Věda se musí řídit zásadou „ekonomie myšlení“ a všechno, co nelze dokázat a využít k předpovídání budoucího, ze svých úvah vyloučit. V této souvislosti také teprve vzniklo označení Ockhamovy břitvy pro zásadu dříve používanou jen v logice. Na těchto zásadách postavil Mach svůj empiriokriticismus, z něhož se pak odvozuje novopozitivismus, jak jej představoval například Vídeňský kruh, Bertrand Russell, Rudolf Carnap nebo raný Ludwig Wittgenstein.
Úspěchy pozitivistické vědy vyvolaly dojem, že i Comtova vize společnosti řízené vědou a vědeckými metodami je přece jen uskutečnitelná. Vyžaduje ovšem, aby se ze společnosti a z lidského myšlení vůbec vymýtilo všechno, co vědecké v tomto smyslu není; to je jádro scientismu.

## Émile Durkheim
Émile Durkheim byl přesvědčen, že pro všechny oblasti vědění, které se stávají vědou, platí společný model zkoumání, a to pro vědy přírodní, stejně tak jako pro vědy společenské, sociologii nevyjímaje. Durkheim vnímá sociální fakty jako kolektivní jevy, tudíž jako něco, co existuje uvnitř společnosti, nicméně vně jednotlivců. Sociální fakty se tedy dají zkoumat jako věci, neboť jsou objektivní a pro všechny společné. Durkheim samozřejmě uznává, že bez lidí by společenské fakty zanikly, ale společenské jevy, které jsou pozorovatelné v současnosti byly vytvořeny před mnoha generacemi, jsou ve společnosti ustálené a současný člověk se jim po narození přizpůsobuje stejně jako přírodním podmínkám. Člověk tedy nezná motivace svých předků pro zavedení těchto společenských faktů a nedokáže je vysvětlit. Proto také sociální fakty mohou být předmětem objektivního zkoumání, neboť společenská realita je stejně objektivní jako realita přírodní. Émile Durkheim také tvrdí, že nezáleží na tom, kdo pozorování provádí, neboť do průzkumu se nepromítá subjektivní vidění světa toho, kdo průzkum provádí, a tedy provede-li stejné pozorování více sociologů, dostanou stejný výstup. Tomu také odpovídá metodologie, kterou Durkheim popisuje, a to že sociální fakty je třeba pozorovat objektivně, přímo a nezprostředkovaně. Cílem sociologie tedy není poznat důvody sociálních faktů, nebo jim porozumět jak je tomu například u interpretativní sociologie, ale popsat vztahy mezi nimi.

## Kritika pozitivismu
Proti positivismu hned zpočátku ostře vystupovali katoličtí myslitelé. Katolická církev dekretem ze dne 12. prosince 1864 zařadila Comtův Kurz pozitivní filozofie („Cours de philosophie positive") na Index zakázaných knih. Katoličtí filozofové tomistické orientace upozorňovali na to, že pozitivismus má četné styčné body s materialismem. „Hlavní omyl, jenž jest positivismu s materialismem společný, jest jeho princip noëtický, že zdrojem a měrou všeho našeho poznání jest toliko skutečnost, empirie." Tvrdí-li positivismus, že o věcech nadsmyslných nemůžeme nic vědět, že jsou nepoznatelné, a materialismus hlásá, že neexistují, liší se prakticky jen ve slovech. „Positivismus není než materialismus, jenž se za své jméno stydí a proto se raději positivismem nazývá. Materialismus zavinil, jak známo francouzskou revoluci ... a všechny další revoluce, které po francouzské revoluci následovaly, a jest proto nyní pro své hrůzyplné konsekvence, které z něho pro praktický život nutně plynou, před veřejností diskreditován. Aby však mohl beze vší překážky své podvratné nauky dále hlásati a tak cestu raziti k dalším revolucím, odívá se nyní raději v roucho positivismu."
K prvním kritikům pozitivismu patřil také K. Marx. Ačkoli sám od Comta mnoho převzal, neviděl vyústění dějin lidstva ve vědeckém poznání, nýbrž v praktickém osvobození vykořisťovaných. Ostrou – i když ne zcela věcnou – kritiku Machova empiriokriticismu napsal také Lenin. Spíše reakcí než filosofickou kritikou byl také vitalismus H. Driesche, holismus a další proudy, které zdůrazňovaly celistvost například živých organismů, které nelze zkoumat jen analytickou metodou dělení na elementární měřitelná „fakta“.
Důkladnějšímu rozboru toho, jak lidské poznávání a vnímání ve skutečnosti probíhá, se věnoval Edmund Husserl a jím založená fenomenologie, která ukázala, že člověk není pouhým receptorem objektivního světa, nýbrž je vždy veden intencemi, případně i potřebami a účely. Na tak základní otázky jako „proč“ nedovede důsledný pozitivismus, pokud se omezuje jen na fakta, dát žádnou odpověď. I vědecké poznání začíná hypotézou a výběrem relevantních fakt ještě dřív, než vůbec může něco konstatovat.

## Současné směry
V různých modifikacích je pozitivistické dědictví i dnes určující především ve vědě a v její metodologii. Důležitým pokračováním této metody je logický pozitivismus a v širším smyslu převážná část zejména filosofie vědy a anglosaské filosofie vůbec. Také právní pozitivismus je prakticky nejvlivnější základ právního myšlení, protože velmi zjednodušuje právní praxi a poskytuje jí jednoduchý model. Ve společenských vědách se tento vliv projevuje představou hodnotově neutrální vědy (Max Weber), která pouze popisuje skutečnost.